# اجتياح جنين (ديسمبر 2023)
استمرت العملية 3 أيام، حاصر فيها الجيش الأسرائيلي مخيم جنين، وفرض طوقاً امنياً على مدينة جنين، وحاصر مستشفيات المدينة الرئيسية ومنع سيارات الأسعاف من الوصول إلى المستشفيات، وقام بتفتيش سيارات الأسعاف وأعاقتها، وداهم الجيش الاسرائيلي مئات المنازل أثناء العملية، وقام بتدمير وتفجير عشرات المنازل، بالأضافة إلى تخريب البنية التحتية لمدينة جنين والمخيم.

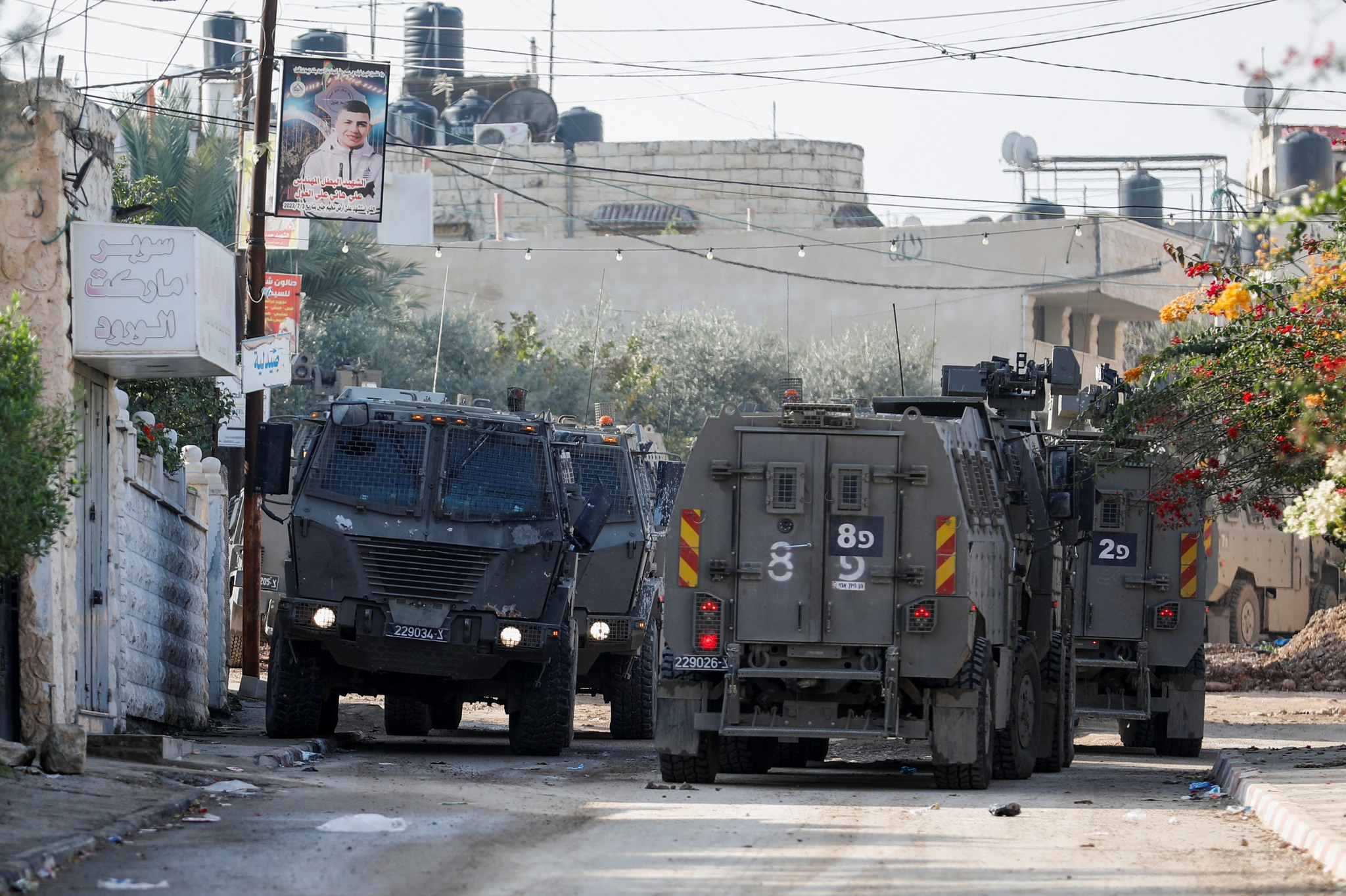
آليات عسكرية اسرائيلية أثناء اقتحامها جنين، ديسمبر 2023

اجتياح جنين هي عملية عسكرية واسعة نفذها الجيش الإسرائيلي على جنين ومخيمها في الضفة الغربية الفلسطينية، في أول ساعات صباح يوم الثلاثاء الموافق 12 كانون أول/ديسمبر 2023، حيث توغَّلَ الجيش الإسرائيلي عبر قوات كبيرة وبمشاركة القوات الخاصّة ووحدات الجيش المختلفة ودعم من سلاح الجو والمسيرات داخل جنين، ضمن سلسلة من عمليات الاجتياح المتكررة والمكثفة للمدينة والمخيم خلال معركة طوفان الاقصى، الهدف المعلن للعملية هو اعتقال مطلوبين ومصادرة أسلحة وذخائر والقضاء على كتيبة جنين واشكال المقاومة المسلحة داخل جنين.
شهدت مدينة جنين ومخيمها أشتباكات متقطعة بين المقاومين والجيش الأسرائيلي طوال فترة العملية، اسفرت عن اصابة 7 جنود أسرائيليين وأستشهاد 14 فلسطينياً وأصابة العشرات نتيجة الأشتباكات والقصف الجوي من المسيرات الأسرائيلية. وبحسب البيان فإن 7 جنود من جيش الإسرائيلي أصيبوا بجروح ونقلوا الى المستشفيات

## الخلفية
نتيجة لتصاعد الأحداث في الضفة الغربية بشكل عام، وتصاعدها بحدة أكبر في جنين منذ منتصف عام 2021 وتشكل خلايا مسلحة وتنظيمات تابعة لسرايا القدس وكتائب القسام، نفذ الجيش الإسرائيلي سلسلة من الإجتياحات والإقتحامات المتواصلة بهدف القضاء على أشكال المقاومة المسلحة، وتركزت على مخيم جنين وكان أبرزها عملية بأس جنين (بيت وحديقة حسب التسمية الإسرائيلية) مطلع شهر تموز/يوليو 2023.
ومع بداية معركة طوفان الأقصى، بدأ الجيش الإسرائيلي بتكثيف عملياته العسكرية على مدن الضفة الغربية ومخيماتها، حيث شهدت الضفة الغربية اجتياحات يومية للقوات الإسرائيلية على مناطق مختلفة اسفرت عن مئات الشهداء وآلاف المعتقلين والجرحى.

## الاجتياح
توغلت عشرات الآليات العسكرية الإسرائيلية قبل فجر يوم الثلاثاء 12 ديسمبر 2023 إلى مدينة جنين ومخيم جنين، مع تحليق مكثف لطيران الأستطلاع والطائرات المسيرة المحملة بالصواريخ.
قام الجيش الإسرائيلي بالتمركز بشكل واسع في مخيم جنين واحياء المدينة، ونشر القناصات في كافة أنحاء المدينة، ودارت أشتباكات مسلحة بين مسلحين فلسطينيين والجيش الإسرائيلي، واستمر دخول التعزيزات العسكرية الإسرائيلية إلى المدينة.
مع ساعات الاجتياح الأولى، قامت مسيرة إسرائيلية بقصف مجموعة من الشبان الفلسطينيين في حي السيباط بالبلدة القديمة لمدينة جنين، نتج عنه استشهاد 4 فلسطينيين واصابة اخرين بجروح خطيرة.
بدأ الجيش الإسرائيلي بحملة مداهمات وتفتيش للمنازل، وتنفيذ حملة أعتقالات واسعة في صفوف الشبان الفلسطينيين، حيث قام بأعتقال مئات الشبان واقتيادهم إلى معسكر سالم القريب من المدينة، قبل الأفراج عن عدد كبير منهم بعد التحقيق معهم.
شهدت العملية العسكرية دماراً واسعاً في المنازل والمحلات التجارية والبنية التحتية، وقصف المنازل بالصواريخ المحمولة على الكتف، وتجريف للشوارع في المدينة والمخيم.
دارت أشتباكات مسلحة عنيفة بين المقاومة الفلسطينية والجيش الأسرائيلي في كافة أنحاء مدينة جنين، تخللها قصف إسرائيلي بالمسيرات والصواريخ المحمولة، وسط حصار إسرائيلي على مخيم جنين وحصار للمستشفيات وإعاقة عمل الطواقم الطبية، في حملة هي الأطول والأصعب منذ اجتياح عام 2002 لمخيم جنين.
قبل منتصف ليل يوم الأربعاء 13 ديسمبر 2023، قصفت مسيرة إسرائيلية الحي الشرقي بالمدينة، استهدف القصف مجموعة من الشبان أسفر عن استشهاد 3 فلسطينيين واصابة آخرين بجروح حرجة للغاية.
استمر الاجتياح حتى عصر يوم الخميس 14 ديسمبر 2023، حيث بدأت الآليات العسكرية الإسرائيلية بالإنسحاب بشكل تدريجي من مخيم جنين والمدينة.

## انتهاكات

### حصار المستشفيات

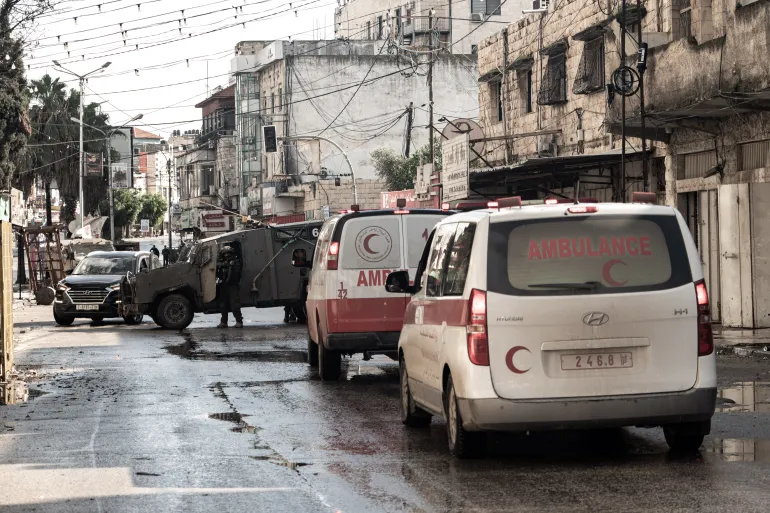
قوات الاحتلال تهاجم سيارات الإسعاف في جنين ومخميها (الأناضول)

قامت القوات الإسرائيلية بفرض حصار على مستشفيات جنين الرئيسية، مما أدى إلى صعوبة وصول الحالات الطبية اليها.
وتوفي الطفل احمد سمار نتيجة لأعاقة الجيش الإسرائيلي وصوله إلى مستشفى الشهيد خليل سليمان مما ادى إلى اعلان استشهاده فور وصوله إلى المستشفى.
واطلق الجنود الإسرائيليون النار على سيارة اسعاف تابعة لمنظمة اطباء بلا حدود، مما ادى إلى اصابة المريضة رحاب مصطفى أبو عليا حينما كانت تُنقل إلى المستشفى، فيما أُعلن عن استشهادها يوم الثلاثاء 19 ديسمبر نتيجة لذلك.
واسشهد الشاب فؤاد عباهرة بعد اصابته بعيار ناري بالفخذ، ومنع سيارة الاسعاف من الوصول اليه لأكثر من نصف ساعة، وتركه ينزف حتى الموت.
وقام الجنود الاسرائيليون بإلقاء قنابل الغاز المسيلة للدموع على ساحات مستشفى الشهيد خليل سليمان مما أدى إلى انتشار الغاز في انحاء مختلفة في المستشفى منها قسم العناية الخاص بالأطفال الخدج، مما دفع الطاقم الطبي إلى نقلهم في حاضنات موصولة بالأكسجين إلى ممر القسم.
وينتهج الجيش الإسرائيلي سياسة حصار المستشفيات وتفتيش سيارات الأسعاف في اقتحاماته المستمرة لمدينة جنين.

### اقتحام المساجد وتأدية صلاة تلمودية
انتشر فيديو على منصات التواصل الاجتماعي لجنود إسرائيليين وهم يؤدون صلاة تلمودية بمناسبة ما يسمونه عيد "حانوكا" عبر مكبرات الصوت في أحد مساجد جنين، ونشر إيتمار بن غفير وزير الأمن القومي الإسرائيلي الفيديو على صفحته عبر منصة فيسبوك، فيما ثارت موجة من الغضب العارم على هذا الانتهاك والحركة الاستفزازية للمسلمين.

### تدمير البنية التحتية والمنازل
فجر الجيش الإسرائيلي ما لا يقل عن 20 منزل في مدينة جنين والمخيم اثناء العملية العسكرية بالقصف وقنابل "الانيرجا"، وحول عدد من البيوت إلى ثكنات عسكرية، وقام بتجريف الشوارع بأستخدام جرافات D9 وتدمير البنى التحتية لشبكات المياه والصرف الصحي والكهرباء والهاتف.
وشهدت مدينة جنين ومخيمها تدمير واسع للشوارع والدوارات والنصب التذكارية والمحلات التجارية في اقتحامات سابقة.